# 中留水库
中留水库是中国山西省运城市夏县境内的一座水库，位于姚渠上，建于1959年。水库正常库容为1195万立方米，集雨面积为76平方千米。